# Evelyn Williamson
Evelyn Williamson (Hamilton, 30 de agosto de 1971) es una deportista neozelandesa que compitió en triatlón. Ganó una medalla de bronce en el Campeonato Mundial de Triatlón de 1998.

## Palmarés internacional
| Campeonato Mundial | Campeonato Mundial | Campeonato Mundial | Campeonato Mundial |
| Año                | Lugar              | Medalla            | Prueba             |
| ------------------ | ------------------ | ------------------ | ------------------ |
| 1998               | Lausana (Suiza)    | Medalla de bronce  | Individual         |